# Андерсон, Александр (аниматор)
Алекса́ндр А́ндерсон  (англ. Alexander Anderson; 5 сентября 1920, Беркли — 22 октября 2010, Кармел) — американский аниматор.

## Биография
Александр Андерсон-младший родился 5 сентября 1920 года в городе Беркли, штат Калифорния. Являлся единственным ребёнком Александра и Ольги Андерсон.
Александр учился в университете Беркли и в Школе изящных искусств в Сан-Франциско. Работать мультипликатором начал в 1938 году на студии своего дяди Пола Терри — Terrytoons. На студии делали короткометражные мультфильмы, которые демонстрировались в кинотеатрах вместе с фильмами 20th Century Fox.
Во время Второй мировой войны Андерсон служил во флоте, в разведке.
Андерсон мечтал делать для ТВ мультфильмы с закадровым голосом, чтобы героям не нужно было чересчур много жестикулировать.
Первый телевизионный мультсериал «Кролик-крестоносец» (англ. Crusader Rabbit), Андерсон сделал в соавторстве с другом Джеем Троплонгом Уардом. Студия Terrytoons отказалась от него, побоявшись, что Fox откажется от их мультфильмов, узнав, что они сотрудничают с телевидением. Они с 1949 по 1952 год работали над сериалом, который затем был показан на канале NBC. После этого Александр создал самый знаменитый свой мультфильм — «Приключения Роки и Бульвинкля».
«Приключения Роки и Бульвинкля» шли по телевидению с 1959 по 1964 год, сначала на ABC, а потом на NBC. Всем процессом заведовал Уард. Впоследствии Андерсон отказался переезжать в Лос-Анджелес, но NBC не согласился подписать контракт без него. Поэтому Андерсон ради Уарда согласился быть консультантом, но от дальнейшего участия в создании шоу отказался. Уард собрал команду художников, с которой и делал дальше сериал. Сериал пользовался популярностью и оказал большое влияние на все современные мультсериалы, в том числе которые создал Мэтт Грейнинг («Симпсоны»).
После этого Алекс Андерсон мультфильмов больше не снимал и оставшуюся часть жизни проработал в области рекламы.
22 октября 2010 года в возрасте 90 лет Андерсон умер в доме престарелых в Кармеле, Калифорния от болезни Альцгеймера.
У него остались жена Патрисия, четыре сына, дочь, 14 внуков и пять правнуков.

## Фильмография
- «Кролик-крестоносец» (Crusader Rabbit)
- «Приключения Роки и Бульвинкля»